# رافائل آمادور
رافائل آمادور (انگلیسی: Rafael Amador) (۱۶ نوامبر ۱۹۵۹ – ۳۱ ژوئیه ۲۰۱۸) یک بازیکن فوتبال اهل مکزیک بود.
وی همچنین در تیم ملی فوتبال مکزیک بازی کرده بود.